# Антони Здравков
Антони Иванов Здравков (прякор Сухия) е бивш български футболист, защитник. Роден е на 20 август 1964 г. в София. Играл е за Левски (София), Локомотив (София), Янтра, Велбъжд, Септември и португалските Маритимо, Насионал и Бенфика (Кастело Бранко). В А група има 225 мача и 16 гола. Шампион на България през 1985 г. с Левски (Сф), носител на Купата на страната през 1986 и на Купата на Съветската армия през 1987 г. За Левски има 4 мача в турнира за Купата на носителите на купи) и 10 мача за купата на страната. Има 3 мача за А националния отбор. Бивш старши треньор на Черноморец (Бургас), Родопа и Чавдар (Бяла Слатина) и помощник-треньор на Левски. От 1 ноември 2010 г. е старши треньор на Калиакра, а по-късно е старши треньор на Левски София. През октомври 2018 г. заменя Пауло Аутуори начело на Лудогорец (Разград).

## Статистика по сезони
- Левски (Сф) – 1984/85 – А група, 13 мача/0 гола
- Левски (Сф) – 1985/86 – А група, 20/0
- Левски (Сф) – 1986/87 – А група, 10/0
- Локомотив (Сф) – 1987/88 – А група, 25/0
- Локомотив (Сф) – 1988/89 – А група, 18/2
- Локомотив (Сф) – 1989/90 – А група, 27/2
- Маритимо – 1991 – Португалска Суперлига, 19/0
- Насионал – 1991/1992 - Португалска Суперлига, 22/0
- Бенфика (Кастело Бранко) – 1992/1993, 19/1
- Локомотив (Сф) – 1993/1994, А група, 25/1
- Велбъжд – 1994/95 – Б група, 26/3
- Велбъжд – 1995/96 – А група, 29/0
- Септември – 1996/97 – Б група, 31/2
- Септември – 1997/98 – Б група, 24/3
- Септември – 1998/99 – А група, 26/2
- Септември – 1999/00 – Б група, 27/1
- Септември – 2000/ес. - Б група, 12/0